# Мальков, Павел Дмитриевич
Павел Дмитриевич Мальков (17 ноября 1887, Кукарка, Вятская губерния — 22 ноября 1965, Москва) — советский военный деятель, занимавший после Октябрьской революции и в годы Гражданской войны должности коменданта Смольного и коменданта Кремля.

## Биография

### Революционная деятельность
Большевик с 1904 года. Участник революции 1905‒1907 годов. Арестован и отправлен на поселение. С 1911 служил в Балтийском флоте старшим санитаром на крейсере «Диана», был членом подпольной организации РСДРП. После Февральской революции 1917 — член Гельсингфорсского комитета РСДРП, член Центробалта. В октябре 1917 участвовал в штурме Зимнего дворца.

### Комендант Смольного и Кремля
С 29 октября (11 ноября) 1917 года — первый комендант Смольного. В связи с переездом советского правительства в Москву с марта 1918 и по апрель 1920 года — комендант Московского Кремля. Лично расстрелял Фанни Каплан.

По моему приказу часовой вывел Каплан из помещения, в котором она находилась, и мы приказали ей сесть в заранее подготовленную машину.
Было 4 часа дня 3 сентября 1918 года. Возмездие свершилось. Приговор был исполнен. Исполнил его я, член партии большевиков, матрос Балтийского флота, комендант Московского Кремля Павел Дмитриевич Мальков, — собственноручно. И если бы история повторилась, если бы вновь перед дулом моего пистолета оказалась тварь, поднявшая руку на Ильича, моя рука не дрогнула бы, спуская курок, как не дрогнула она тогда…

В 1920‒1922 в Красной Армии, затем занимал различные руководящие должности. Член ВЦИК 3-х созывов.

### Арест и реабилитация
Первый раз был арестован в 1936 году. Отбыл 10 лет в ГУЛАГе. По другой версии, в 1936 году был лишь изгнан из партии. По данным Мемориала, снова был арестован 21 января 1948 года в Москве и ОСО при МГБ СССР 25 декабря 1948 приговорён по ст. 58-10, 58-11 как «троцкист» к 8 годам ИТЛ. После смерти Сталина был освобождён 28 октября 1954 года и реабилитирован.
С того же 1954 года персональный пенсионер союзного значения. Награждён орденом Ленина (1957). Похоронен на Новодевичьем кладбище.

## Память
- Имя Малькова носит улица в городе Советске Кировской области.

## Киновоплощение
- 1968 — «Шестое июля», В роли Павла Малькова — Виктор Шульгин.

## Семья
Жена — Берта Захаровна Розовская (1887—1965), уроженка Минска. Её брат Григорий Розовский, инженер, стал отчимом режиссёра Марка Розовского.

## Мемуары
- Мальков П. Д. , Евгений Шатров Под знаменем Советов Издательство Советская Россия, 22 с., 1957
- Мальков П. Д. Записки коменданта Московского Кремля Издательство Молодая гвардия, 285 с., 1959
- Мальков П. Д. (в творческом содружестве с кандидатом исторических наук А. Я. Свердловым) militera.lib.ru/memo/russian/malkov_pd/index.html Записки коменданта Кремля (Военные мемуары) М.: Воениздат, 368 с., 1987